# Hubert III van Culemborg
Hubert III van Culemborg of Hubrecht (V) van Beusichem (13?? - 22 augustus 1422) was heer van Culemborg, van de Lek, ambtsman van Zaltbommel, de Bommeler- en Tielerwaard, Beesd, Rhenoy en Heerewaarden en ook drost en rentmeester van het land van der Leede en Schoonrewoerd en kastelein van Leerdam. Was in 1416-17 een korte tijd stadhouder van Holland en Zeeland.

## Levensloop
Hij was een zoon van Gerard I van Culemborg en Bertha van Egmond. In 1394 volgde hij zijn vader op als heer van Culemborg. In 1398 moest hij de graaf van Holland, Albrecht van Beieren bijstaan in de oorlog tegen de Friezen met circa 100 krijgsmannen. In 1399 kreeg hij diverse functies toegewezen als ambtman van onder andere Zaltbommel en Tielerwaard, dit zou mogelijk een promotie zijn, vanwege zijn diensten in de Friese oorlog. Hij is vanaf mei 1409 in de gunst bij graaf Willem VI van Holland en vanaf 1418 ook bij zijn dochter Jacoba van Beieren. Mogelijk vanwege zijn verdiensten tijdens het beleg van Gorinchem, waarna hij tot kastelein van Leerdam en tresorier en kanselier van Holland werd benoemd.
Hubert III huwde met Jolanda van Zuylen van Abcoude (??-1443), een dochter van Zweder III van Zuylen van Abcoude. Uit dit huwelijk kwamen geen kinderen voort, waarna zijn broer Jan III van Culemborg hem opvolgde in 1422.